# Jane Hall (remera)
Jane Hall (20 de octubre de 1973) es una deportista británica que compitió en remo. Ganó siete medallas en el Campeonato Mundial de Remo entre los años 1993 y 2009.

## Palmarés internacional
| Campeonato Mundial | Campeonato Mundial            | Campeonato Mundial | Campeonato Mundial        |
| Año                | Lugar                         | Medalla            | Prueba                    |
| ------------------ | ----------------------------- | ------------------ | ------------------------- |
| 1993               | Račice (República Checa)      | Medalla de oro     | Cuatro sin timonel ligero |
| 1994               | Indianápolis (Estados Unidos) | Medalla de plata   | Cuatro sin timonel ligero |
| 1995               | Tampere (Finlandia)           | Medalla de plata   | Dos sin timonel ligero    |
| 1996               | Motherwell (Reino Unido)      | Medalla de plata   | Dos sin timonel ligero    |
| 1999               | St. Catharines (Canadá)       | Medalla de plata   | Dos sin timonel ligero    |
| 2007               | Múnich (Alemania)             | Medalla de plata   | Cuatro scull ligero       |
| 2009               | Poznań (Polonia)              | Medalla de plata   | Cuatro scull ligero       |